# Oxienins
Els oxienins (Oxyaeninae) són una subfamília extinta de mamífers creodonts de la família dels oxiènids que visqueren a Àsia, Europa i Nord-amèrica durant l'Eocè. Se n'han trobat restes fòssils a Bèlgica, els Estats Units, França, Mèxic, Mongòlia, el Regne Unit i la Xina. Les espècies d'aquest grup eren hipercarnívors de la mida d'un os, amb la qual cosa superaven amb escreix la grandària dels carnívors del seu temps. La dentadura de les formes més recents, incloent-hi Patriofelis, estava composta de dents molars adaptades per tallar carn i dents premolars molt robustes adaptades per esclafar ossos.